# Denso Airybees
Denso Airybees är en damvolleybollklubb från Nishio, Aichi. Klubben grundades 1972. Den debuterade i högsta serien 1985. De har som bäst kommit tvåa i mästerskapet och vunnit Kejsarinnans cup.